# Курамин, Владимир Петрович
Владимир Петрович Курамин — советский хозяйственный и политический деятель.

## Биография
Родился в 1937 году в селе Бакуры. Член КПСС.
Окончил Саратовский автодорожный институт.
В 1959—1970 гг. — прораб, начальник отдела, начальник участка в Тобольском городском строительном управлении, начальник управления, старший прораб СМУ № 23 управления строительства Тюменского совнархоза, главный инженер, управляющий трестом «Тюменьгорстрой».
В 1970—1974 гг. — заведующий отделом строительства Тюменского обкома КПСС.
В 1974—1981 гг. — начальник Главного управления по строительству предприятий нефтяной и газовой промышленности в Тюменской области «Главтюменьнефтегазстрой».
В 1981—1983 гг. — начальник отдела Госплана СССР.
В 1983—1986 гг. — заместитель министра строительства предприятий нефтяной и газовой промышленности СССР.
В 1986—1991 гг. — заместитель председателя Бюро Совета Министров СССР по топливно-энергетическому комплексу.
В 1991—1992 гг. — заместитель министра топлива и энергетики РСФСР.
В 1992—1994 гг. — председатель Госкомсевера России.
В 1994—1995 гг. — 1-й заместитель министра Российской Федерации по делам национальностей и региональной политике.
В 1995—1998 гг. — председатель Госкомсевера России.
В 1998—2009 гг. — 1-й заместитель, советник главы администрации Ненецкого автономного округа.
В 2009—2015 гг. — генеральный директор, президент организации строителей НП «Нефтегазстрой».
За разработку и внедрение научно-технических решений, обеспечивших ускоренное освоение Уренгойского газового месторождения (Сеноманская пустошь) был в составе коллектива удостоен Государственной премии СССР в области науки и техники 1987 года.
Умер в 2021 году в Москве.

## Награды
- Орден Октябрьской Революции
- Орден Трудового Красного Знамени